# Takeaki Amezawa
Takeaki Amezawa (Shimotsuke, 4 februari 1995) is een Japans voormalig wielrenner die in 2019 en 2020 reed voor Ljubljana Gusto Santic.

## Carrière
In februari 2017 werd Amezawa, samen met zijn teamgenoten van de nationale selectie, tweede op het Aziatische kampioenschap ploegentijdrijden. In mei werd hij dertiende in het eindklassement van de Ronde van Japan, wat hem de tweede plaats in het jongerenklassement opleverde. Op het nationale kampioenschap eindigde hij als zevende in de wegwedstrijd. Na zijn deelname aan de wegwedstrijd voor beloften op het wereldkampioenschap, waarin hij op plek 59 eindigde, nam hij in oktober deel aan de Japan Cup. In die eendaagse wedstrijd werd hij, achter Marco Canola en Benjamín Prades, derde.
In 2018 behaalde hij in de Ronde van Japan zijn eerste, en laatste, professionele overwinning.

## Belangrijkste overwinningen
2018
2e etappe Ronde van Japan

## Ploegen
- 2015 –  Nasu Blasen
- 2016 –  Utsunomiya Blitzen (vanaf 25-5)
- 2017 –  Utsunomiya Blitzen
- 2018 –  Utsunomiya Blitzen
- 2019 –  Ljubljana Gusto Santic
- 2020 –  Ljubljana Gusto Santic

Abe · Amezawa · Iino · Masuda · Mawatari · Oka · Onodera · R. Suzuki · Y. Suzuki